# Bella Sims
Arabella Gabrielle Sims –conocida como Bella Sims– (25 de mayo de 2005) es una deportista estadounidense que compite en natación.
Participó en los Juegos Olímpicos de Tokio 2020, obteniendo una medalla de plata en la prueba de 4 × 200 m libre. Ganó dos medallas en el Campeonato Mundial de Natación, en los años 2022 y 2023.

## Palmarés internacional
| Juegos Olímpicos   | Juegos Olímpicos   | Juegos Olímpicos | Juegos Olímpicos |
| Año                | Lugar              | Medalla          | Prueba           |
| ------------------ | ------------------ | ---------------- | ---------------- |
| 2020               | Tokio (Japón)      | Medalla de plata | 4 × 200 m libre  |
| Campeonato Mundial |                    |                  |                  |
| Año                | Lugar              | Medalla          | Prueba           |
| 2022               | Budapest (Hungría) | Medalla de oro   | 4 × 200 m libre  |
| 2023               | Fukuoka (Japón)    | Medalla de plata | 4 × 200 m libre  |

1. ↑  Compitió en la serie preliminar.